# Pervis Ellison
Pervis Ellison (Savannah, 3 aprile 1967) è un ex cestista statunitense, professionista nella NBA.

## Carriera

### High school e college
Dopo aver giocato a livello liceale per la Savannah High School di Savannah (Georgia) è passato alla University of Louisville dove in quattro stagioni ha segnato 15,8 punti e catturato 8,4 rimbalzi di media, vincendo anche il titolo NCAA 1986 da protagonista assoluto. È stato il primo freshman a vincere il premio di miglior giocatore del torneo NCAA; dopo di lui ci è riuscito solo Carmelo Anthony.

### NBA
Finita la carriera collegiale è stato scelto dalla NBA nel draft NBA del 1989 al primo giro con il numero 1 dai Sacramento Kings, rivelandosi però una delle prime scelte assolute più deludenti della storia del gioco: uscito con onori e gloria dalla University of Louisville. Non è infatti mai riuscito ad imporsi nella NBA, dove in 11 stagioni ha avuto una media di 9,5 punti e 6,7 rimbalzi a partita. Nonostante la tecnica egregia, è stata soprattutto la sua mancanza di carattere e di fisicità (da cui il soprannome un po' beffardo di Never Nervous) la lacuna maggiore.
Nel 1991-92 ha comunque vinto il premio di giocatore più migliorato della NBA; nella stessa stagione si è classificato 9º nella percentuale dal campo tirando con il 53,9%, segnando 20 punti con 11 ribalzi a partita. Numeri da all-star che non avrebbe più ripetuto. Notevole stoppatore, in 11 anni ne ha messe a segno ben 752. A parziale discolpa per il rendimento sotto le aspettative, vanno citati anche i numerosi infortuni, specie alle ginocchia, che lo hanno tenuto fermo a lungo.

## Statistiche

### College
| Anno      | Squadra              | PG  | PT  | MP   | TC%  | 3P%  | TL%  | RP  | AP  | PRP | SP  | PP   |
| --------- | -------------------- | --- | --- | ---- | ---- | ---- | ---- | --- | --- | --- | --- | ---- |
| 1985-1986 | Louisville Cardinals | 39  | 39  | 30,6 | 55,4 | -    | 68,2 | 8,2 | 2,0 | 1,3 | 2,4 | 13,1 |
| 1986-1987 | Louisville Cardinals | 31  | 31  | 30,7 | 53,3 | -    | 71,9 | 8,7 | 1,8 | 1,2 | 2,6 | 15,2 |
| 1987-1988 | Louisville Cardinals | 35  | 35  | 33,6 | 60,1 | 50,0 | 69,2 | 8,3 | 3,1 | 1,3 | 2,9 | 17,6 |
| 1988-1989 | Louisville Cardinals | 31  | 30  | 32,7 | 61,5 | 0,0  | 65,2 | 8,7 | 2,5 | 1,3 | 3,2 | 17,6 |
| Carriera  | Carriera             | 136 | 135 | 31,9 | 57,7 | 33,3 | 68,7 | 8,4 | 2,4 | 1,3 | 2,8 | 15,8 |

### NBA

#### Regular Season
| Anno      | Squadra            | PG  | PT  | MP   | TC%  | 3P%  | TL%  | RP   | AP  | PRP | SP  | PP   |
| --------- | ------------------ | --- | --- | ---- | ---- | ---- | ---- | ---- | --- | --- | --- | ---- |
| 1989-1990 | Sacramento Kings   | 34  | 22  | 25,5 | 44,2 | 0,0  | 62,8 | 5,8  | 1,9 | 0,5 | 1,7 | 8,0  |
| 1990-1991 | Washington Bullets | 76  | 30  | 25,6 | 51,3 | 0,0  | 65,0 | 7,7  | 1,3 | 0,6 | 2,1 | 10,4 |
| 1991-1992 | Washington Bullets | 66  | 64  | 38,0 | 53,9 | 33,3 | 72,8 | 11,2 | 2,9 | 0,9 | 2,7 | 20,0 |
| 1992-1993 | Washington Bullets | 49  | 48  | 34,7 | 52,1 | 0,0  | 70,2 | 8,8  | 2,4 | 0,9 | 2,2 | 17,4 |
| 1993-1994 | Washington Bullets | 47  | 24  | 25,1 | 46,9 | 0,0  | 72,2 | 5,1  | 1,5 | 0,5 | 1,1 | 7,3  |
| 1994-1995 | Boston Celtics     | 55  | 11  | 19,7 | 50,7 | 0,0  | 71,7 | 5,6  | 0,6 | 0,4 | 1,0 | 6,8  |
| 1995-1996 | Boston Celtics     | 69  | 29  | 20,7 | 49,2 | -    | 64,1 | 6,5  | 0,9 | 0,6 | 1,4 | 5,3  |
| 1996-1997 | Boston Celtics     | 6   | 4   | 20,8 | 37,5 | -    | 60,0 | 4,3  | 0,7 | 0,8 | 1,5 | 2,5  |
| 1997-1998 | Boston Celtics     | 33  | 8   | 13,5 | 57,1 | -    | 58,8 | 3,3  | 0,9 | 0,6 | 0,9 | 3,0  |
| 1999-2000 | Boston Celtics     | 30  | 5   | 9,0  | 44,2 | -    | 71,4 | 2,2  | 0,4 | 0,3 | 0,3 | 1,8  |
| 2000-2001 | Seattle S.Sonics   | 9   | 0   | 4,4  | 28,6 | -    | 100  | 1,3  | 0,3 | 0,0 | 0,2 | 0,7  |
| Carriera  | Carriera           | 474 | 245 | 24,5 | 51,0 | 5,0  | 68,9 | 6,7  | 1,5 | 0,6 | 1,6 | 9,5  |

#### Playoffs
| Anno     | Squadra        | PG | PT | MP   | TC%  | 3P% | TL% | RP  | AP  | PRP | SP  | PP  |
| -------- | -------------- | -- | -- | ---- | ---- | --- | --- | --- | --- | --- | --- | --- |
| 1995     | Boston Celtics | 4  | 0  | 17,0 | 57,9 | -   | 100 | 4,3 | 0,5 | 0,5 | 1,3 | 6,0 |
| Carriera | Carriera       | 4  | 0  | 17,0 | 57,9 | -   | 100 | 4,3 | 0,5 | 0,5 | 1,3 | 6,0 |

## Palmarès
- McDonald's All-American Game (1985)
- Campione NCAA (1986)
- NCAA Final Four Most Outstanding Player (1986)
- NCAA AP All-America Second Team (1989)
- NBA Most Improved Player (1992)